# Sobědražský prales
Sobědražský prales je přírodní památka chráněná z důvodu výskytu přestárlého dubového porostu, která se nachází západně od obce Velká u Milevska poblíž křižovatky silnice 121 a odbočky směr Sobědraž. Jedná se o malý zbytek přirozeného porostu acidofilní bučiny.
Dubový porost byl v oblasti památky vysazován již od roku 1809 a v současnosti je tvořen převážně dubem letním (z 50 %) a bukem lesním (asi 45 %), místy prorůstá modřín opadavý. Stará skladba lesa s postupně odumírajícími stromy umožňuje hnízdění v dutinách stromů pro druhy jako je lejsek malý . V oblasti je také hojný výskyt vyšších savců.

## Lokalita

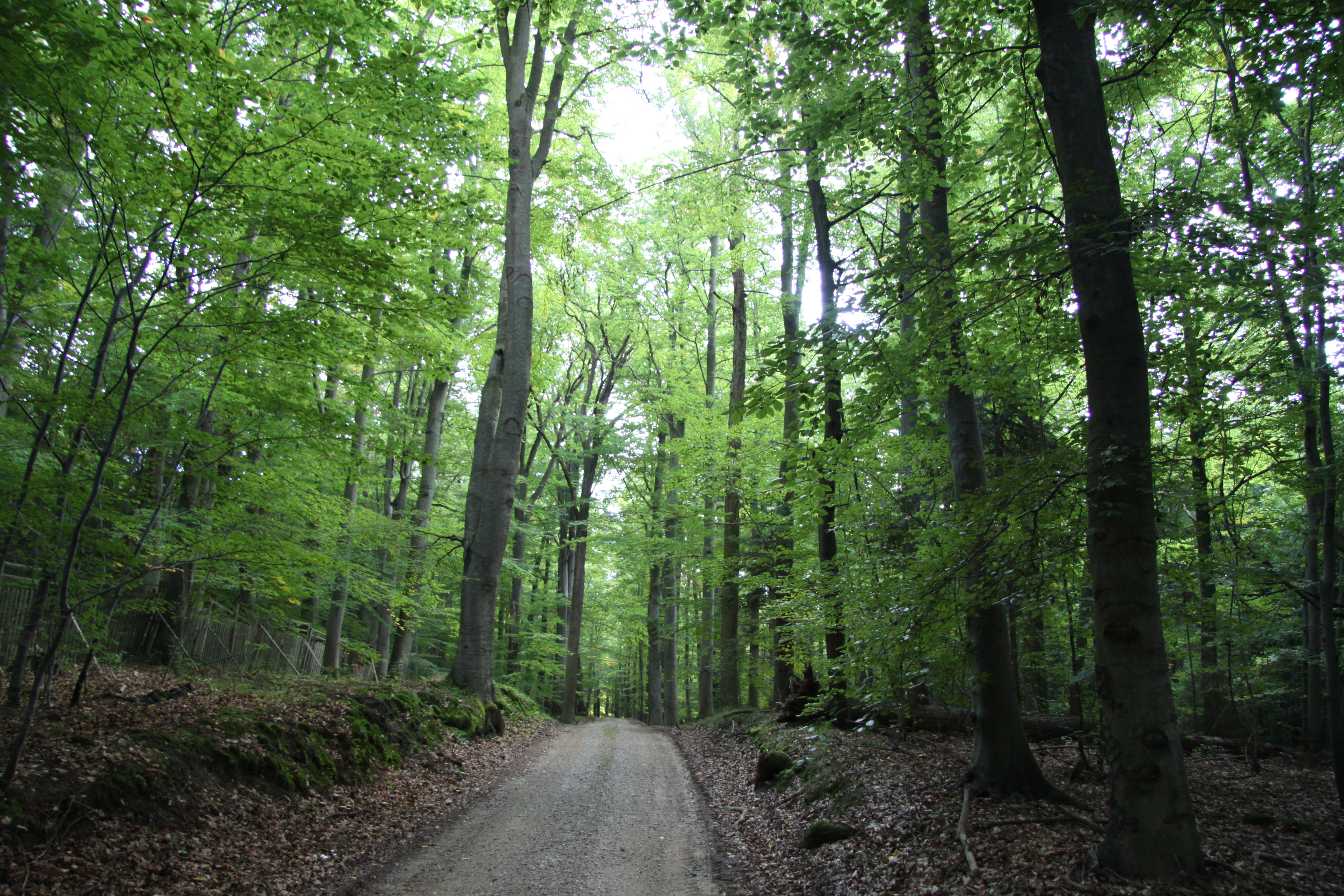
Lesní cesta protínající přírodní památku

Přírodní památka se rozkládá v lesích vlastněných Janem Schwarzenbergem, které leží v katastrálním území Velká u Milevska v okrese Písek na západním úbočí 552 m n. m. vrchu Chlum, přibližně 300 metrů severně od silnice II/121 vedoucí z Milevska do Zvíkovského Podhradí. Území se rozkládá v nadmořské výšce 489 až 494 m na obou stranách místní lesní cesty, která území protíná na nesouměrně velké části (východní část je větší). Nejnižší část území leží v západní části, oproti tomu nejvyšší v jihozápadní. Okolo se nachází 50 metrové ochranné pásmo dle § 37 zákona č. 114/1992 Sb.
Lesní pozemky jsou vedeny jakožto hospodářský les spadající pod správu Lesního hospodářského celku Orlík nad Vltavou.

## Historie
Dubový porost byl v oblasti památky vysazován již od roku 1809. Chráněné území bylo vyhlášeno 4. prosince 1985 (s datem účinnosti 1. února 1986) vyhláškou o chráněných přírodních výtvorech vydanou Okresním národním výborem v Písku ve snaze ochránit zbytek přestárlého dubobukového porostu v lesním komplexu Chlum. V roce 1994 proběhl na lokalitě inventarizační průzkum po stránce botanické a zoologické. Pro přírodní památku byl vydán plán péče pro roky 2001 až 2010 a další 2011 až 2020.

## Přírodní poměry
Sobědrážský prales se z geomorfologického pohledu nachází v Táborské pahorkatině spadající do oblasti Blatenské pahorkatiny, podsoustavy Středočeské pahorkatiny, soustavy Česko-moravské a provincii Česká vysočina. Klimaticky spadá oblast do mírně teplé oblasti MT 10, která je charakteristická dlouhým, teplým a suchým létem a krátkou, mírně teplou a suchou zimou. Průměrná roční teplota se pohybuje okolo 7 °C a průměrným úhrnem ročních srážek okolo 600 mm.
Území přírodní památky je odvodňováno do bezejmenného potoka, následně se vlévajícím do Jickovického potoka a pak do řeky Vltavy.

### Geologie

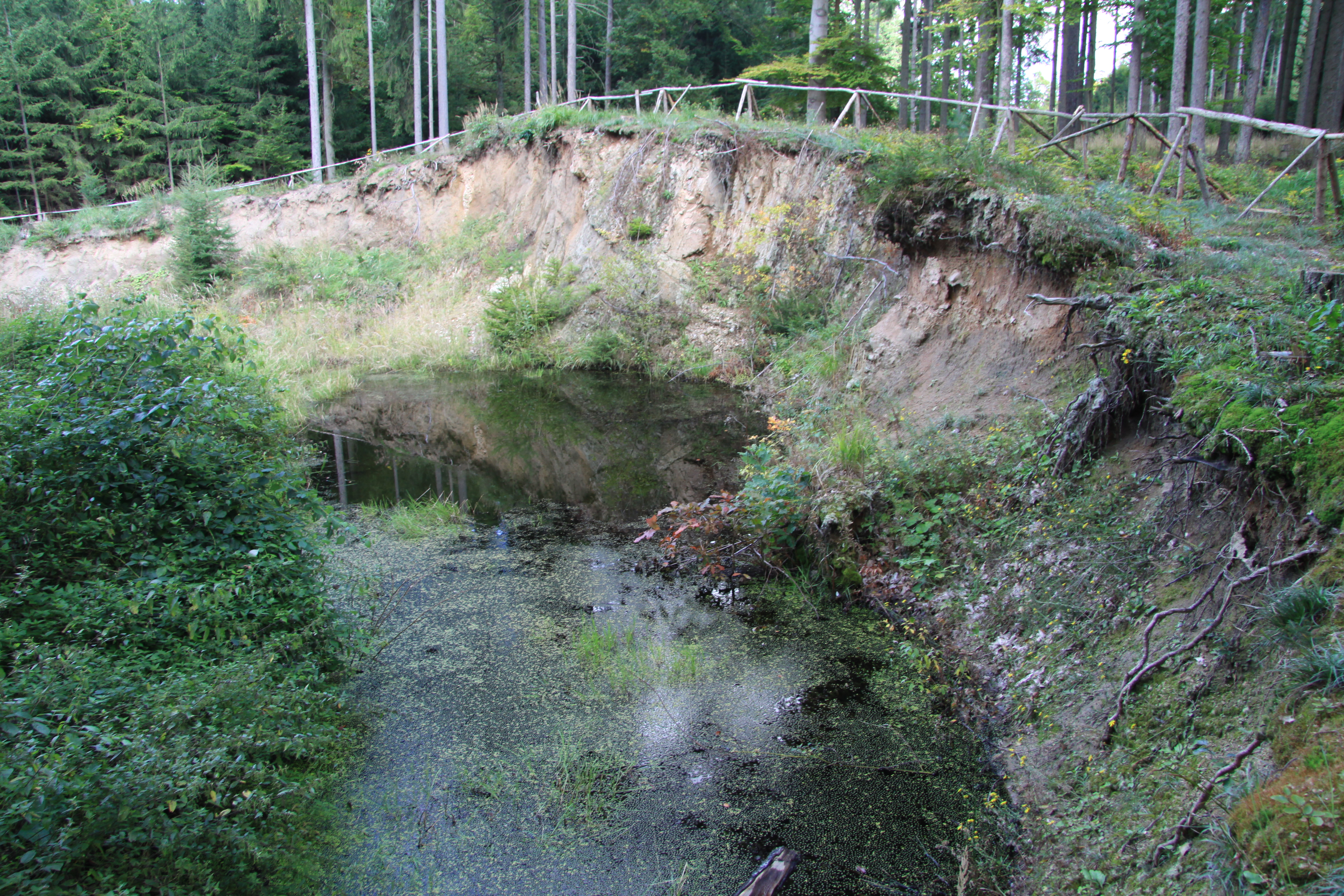
Severně od Sobědrážského pralese se nachází malý lom, kde je možné spatřit obnažený půdní profil s podložím

V podloží přírodní památky se většinou nachází porfyricko amfibol-biotitický melanokratní žula typu Čertova břemene, nicméně do severní části území vstupuje žíla biotitické žilné ruly. Žíla nicméně nikde na území přírodní památky nevystupuje na povrch. Půdní profil pak vytváří téměř výhradně kambizem modální, jen v severní části je i kambizem oglejená.

### Flora
Rozlohu celého území pokrývá acidofilní biková bučina svazu Luzulo - Fagion, která je reprezentována přestárlým, přibližně 180 až 200 let starým, porostem dubu letního (Quercus robur), zaujímajícího přibližně 50 %, a buku lesního (Fagus sylvatica) zaujímajícího přibližně 45 %. V tomto porostu místy rostou i jedinci dalších na lokalitě nepůvodních druhů jako je modřín opadavý (Larix decidua), borovice lesní (Pinus sylvestris) a smrk ztepilý (Picea abies). V nižším patře se nachází mladší porost, kde převládá převážně buk, méně pak dub a místy i smrk a v oplocené části území pak i jedle bělokorá (Abies alba). V okolních porostech, které nespadají do přírodní památky, roste v mladším patře lesa i douglaska tisolistá (Pseudotsuga menziesii).

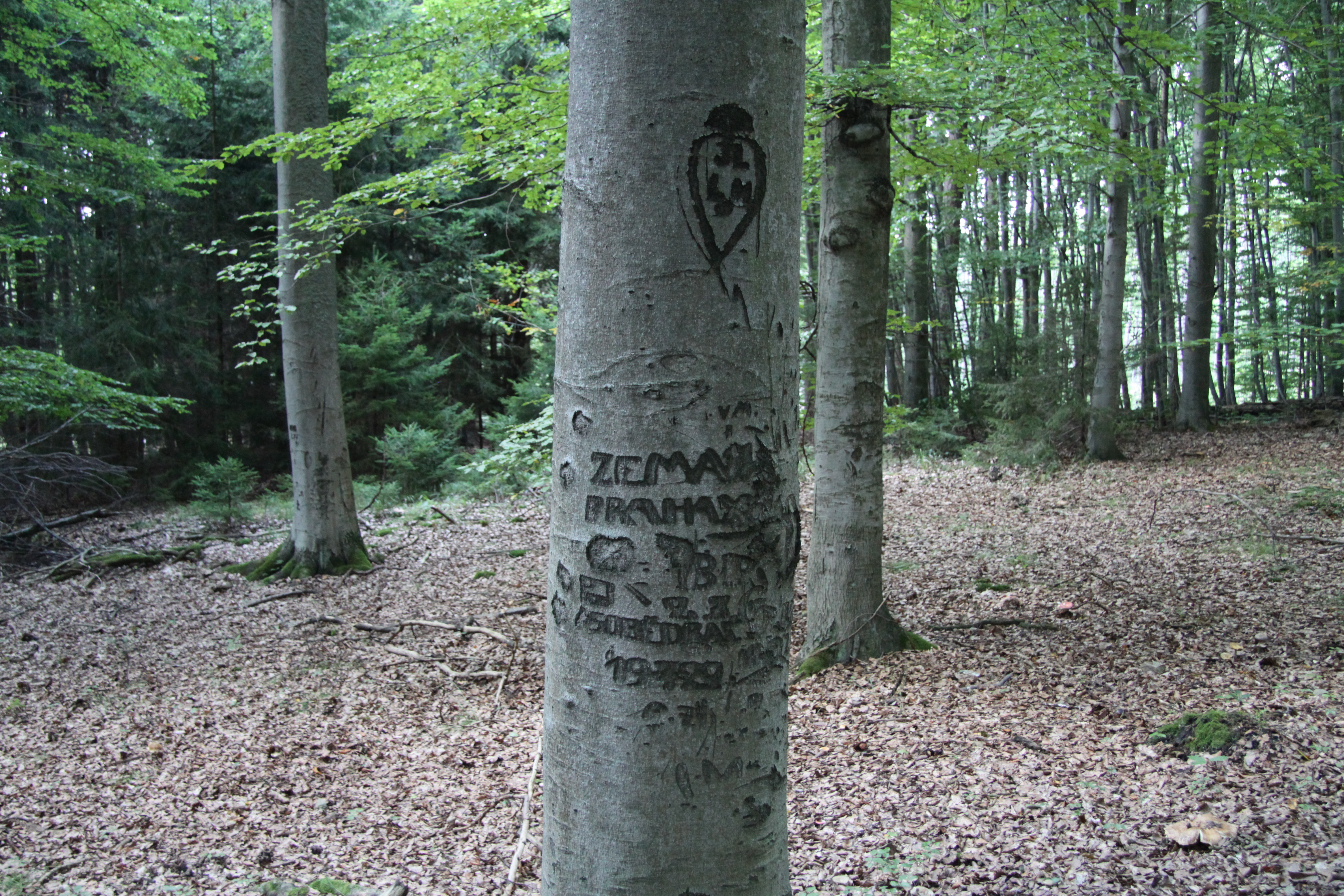
Na snímku je patrné chybějící keřové patro a chudé bylinné patro

Pod stromovým patrem chybí keřové patro, takže se zde rovnou nachází chudé bylinné patro typické pro acidofilní bikovou bučinu. Je zde možné najít konvalinku vonnou (Convallaria majalis), šťavel kyselý (Oxalis acetosella), třtinu rákosovitou (Calamagrostis arundinacea), pstroček dvoulistý (Maianthemum bifolium), hrachor jarní (Lathyrus vernus), kokořík mnohokvětý (Polygonatum multiflorum), jaterník podléška (Hepatica nobilis), svízel vonný (Galium odoratum), v terénních depresích roste ostřice třeslicovitá (Carex brizoides).

### Fauna

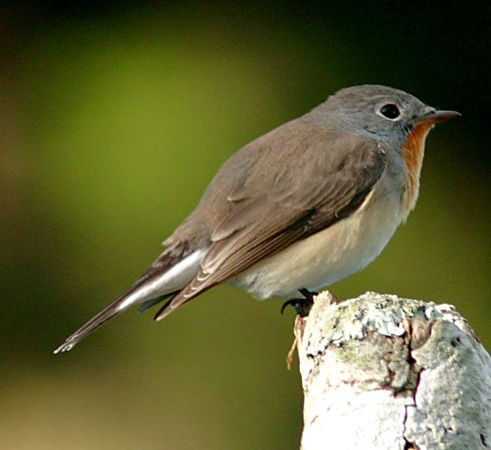
Snímek samce silně ohroženého lejska malého, ilustrační snímek

Na lokalitě byli pozorováni následující zástupci bezobratlých: lesklec Rhizophagus nutidulus, dřevožrout Ceylon fagi, maločlenec Crytophagus ferrugineus či kožojed Globicornis corticalis. Z obratlovců, konkrétně z ptactva, zde byli pozorováni zástupci těchto druhů: silně ohrožený lejsek malý (Ficedula parva), datel černý (Dryocopus Martinus), budníček lesní (Phylloscopus sibilatrix), brhlík lesní (Sitta europaea), hýl obecný (Pyrrhula pyrrhula), pěnkava obecná (Fringilla coelebs), sýkora parukářka (Parus cristatus), červenka obecná (Erithacus rubecula) či strakapoud velký (Dendrocopos major). Ze savců se zde vyskytuje veverka obecná (Sciurus vulgaris), prase divoké (Sus scrofa), srnec obecný (Capreolus capreolus) či daněk evropský (Dama dama).

## Ochrana
Oblast spadá do managementové kategorie IV, tedy do řízené rezervace, kde jsou povoleny plánované zásahy do přírodních procesů. Nicméně, na lokalitě zásahy víceméně neprobíhají, jelikož původní lesní porosty jsou ponechávány přirozenému vývoji. Cílem ochrany je zachovat a zlepšit stav acidofilní bikové bučiny. Jedním ze záměrů je vytvořit vhodnou různorodou věkovou skladbu lesa, aby zde byly přiměřeně zastoupeny jak staré stromy, tak i stromy se středním a mladším stářím. Současně je snaha odstranit jehličnaté dřeviny a naproti tomu doplnit do druhové skladby lesa jedli bělokorou a lípu.

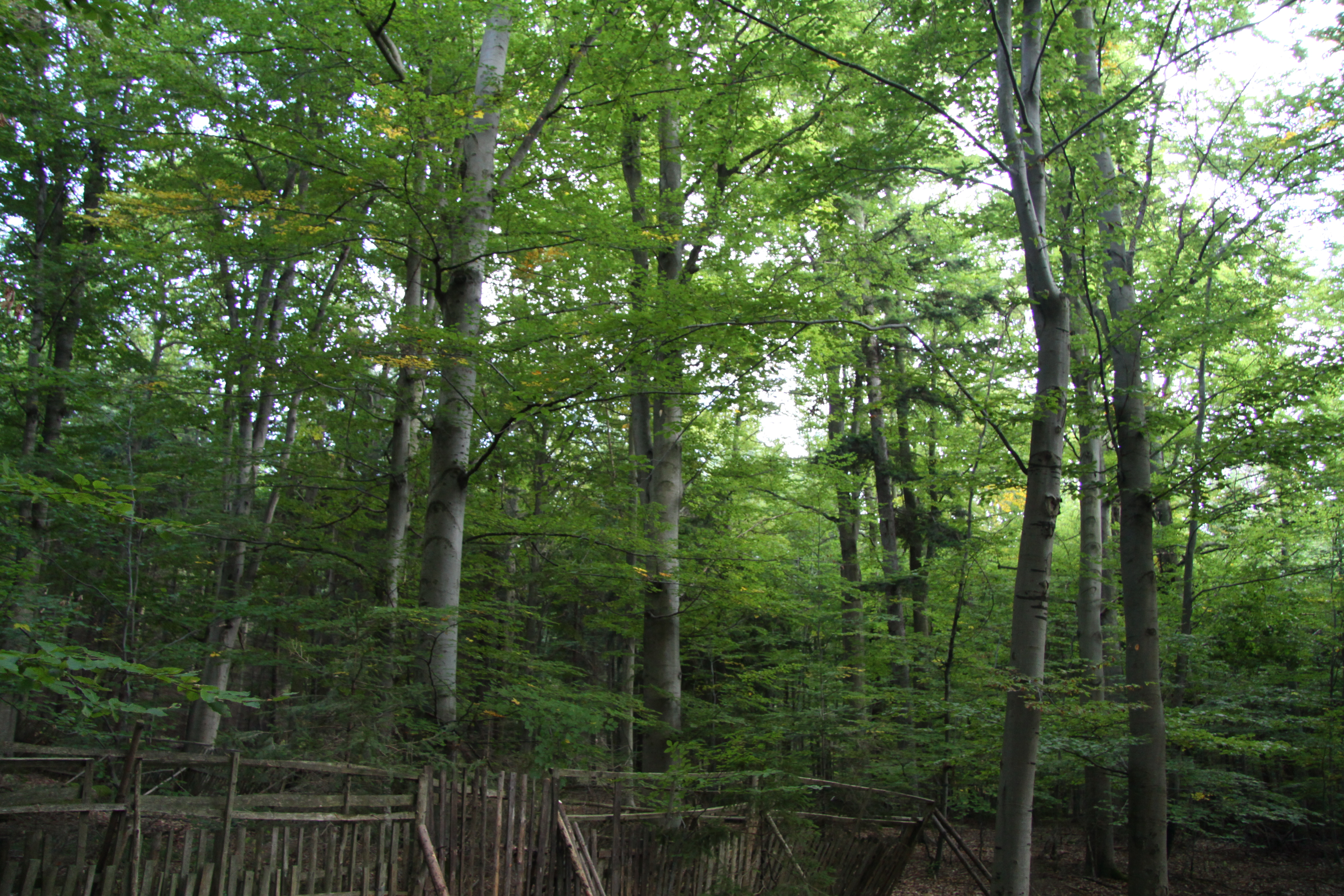
Pohled na oplocenou část přírodní památky ve snaze zamezit okusu stromků zvěří a tím podpořit zmlazování porostu

Obdobně jako na jiných územích i v Sobědrážském pralese je snaha redukovat tlak spárkaté zvěře okusující mladé stromky a tím zabraňující přirozenému zmlazování porostu. To v současnosti způsobuje, že porost přírodní památky je tvořen převážně přestárlými stromy s chybějícím přirozeným zmlazením. Vysoký věk stromů současně dokládá, že přemnožená vysoká zvěř je na lokalitě dlouhodobý neřešený problém. Plán péče pro roky 2011 až 2020 uvádí, že staré stromové patro se časem rozpadne a jelikož nedochází k dostatečné ochraně mladých porostů oplocenkami, bude výhledově nutné pak uměle obnovit porost přírodní památky. Jako vhodné řešení se doporučuje buď snížit stavy spárkaté zvěře, či oplotit celou oblast přírodní památky. Na území se nachází pouze dvě oplocenky.